# Rajongemeinde Šilutė
Der Landkreis Šilutė ist eine der 60 Selbstverwaltungen Litauens. Sie ist für ihre Überschwemmungen bekannt, wenn das Eis auf der Memel zu schmelzen beginnt. Sie ist die einzige Gemeinde Litauens, die im Frühling regelmäßig überflutet wird.
Die Arbeitslosenquote fiel von 10,9 % im Januar 2003 bis auf 7,7 % im Januar 2005. Allerdings ist die nationale Quote 1,2–1,7 % höher.

## Geografie
Die gesamte Fläche der Gemeinde beträgt 1706 km². Davon sind 20 % (340 km²) Wälder, 20,4 % (348 km²) Wasser (vor allem das Memeldelta), 35,8 % (611 km²) Kulturböden, 13,2 % (226 km²) Weiden und Wiesen sowie 3,5 % (60 km²) Straßen und Gebäude.
Das Gebiet des Landkreises Šilutė umfasst einen großen Teil Kleinlitauens und ragt nordostwärts nach Niederlitauen hinein. Im südlichen Teil gibt es Gebiete mit Auweiden. Im Memeldelta und im Windenburger Eck bestehen große Zugvögelpopulationen. Rusnė, ein Städtchen (miestelis) im Memeldelta, ist die einzige litauische Inselstadt; einige Teile liegen unterhalb des Meeresspiegels.

## Demografie
Die Bevölkerungsentwicklung ist wie in fast allen ländlichen Gebieten Litauens einschließlich kleiner und mittlerer Städte von Landflucht gekennzeichnet. In der Gemeinde leben 43.159 Einwohner (2021). Über 7.000 der Gemeindebewohner sind Kinder unter 18 Jahren und ungefähr 9.433 sind über 65 Jahre alt.

## Wappen
Das Wappen wurde 1968 kreiert. Es zeigt die Segel eines Schiffes. Ganz oben ist ein traditioneller Windrichtungsgeber, wie ihn die Fischer benutzten. Unten ist ein Horn, das alte Symbol der Post. Diese Symbole deuten auf das Kurische Haff, die Fischerei und Šilutė als einen alten Seehafen hin. Durch Šilutė führte eine bedeutende Poststraße.

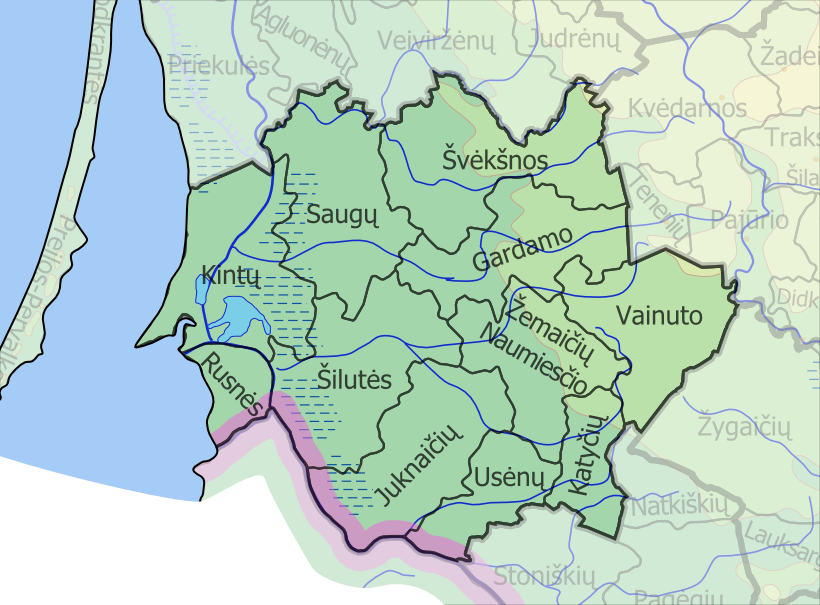
Amtsbezirke der Rajongemeinde Šilutė

## Siedlungen

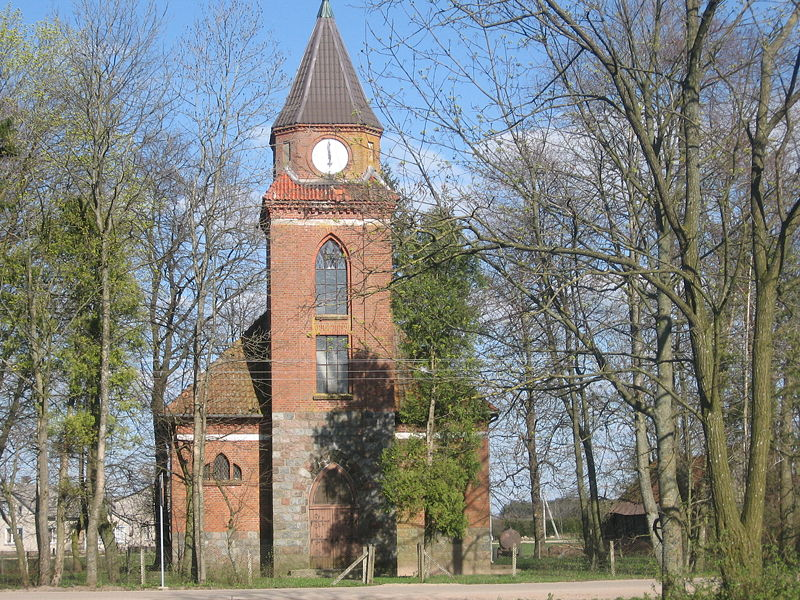
Evangelisch-lutherische Kirche in Ramučiai (Ramutten), errichtet 1928/1929
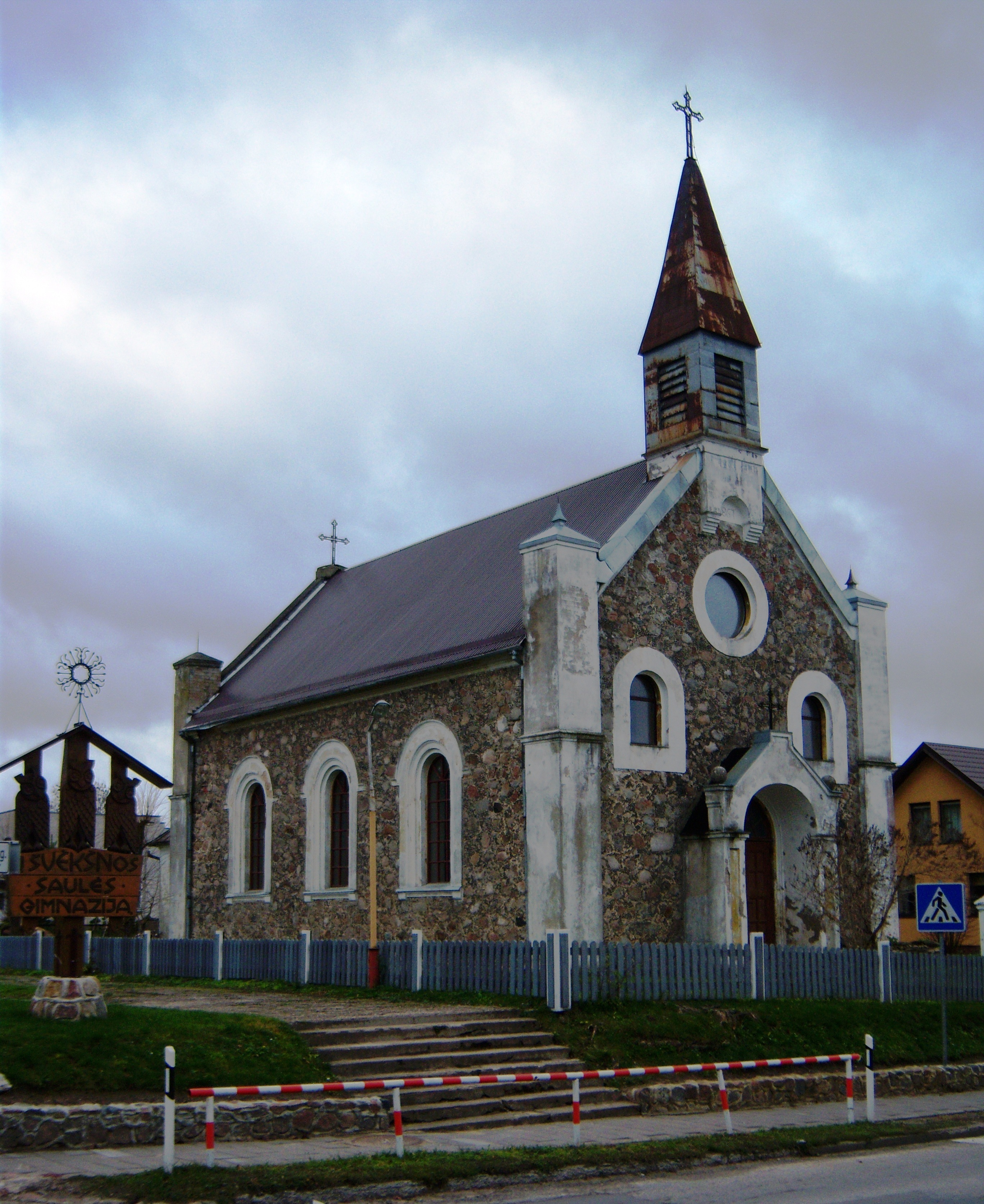
Evangelisch-Lutherische Kirche in Švėkšna (Schwestnau)
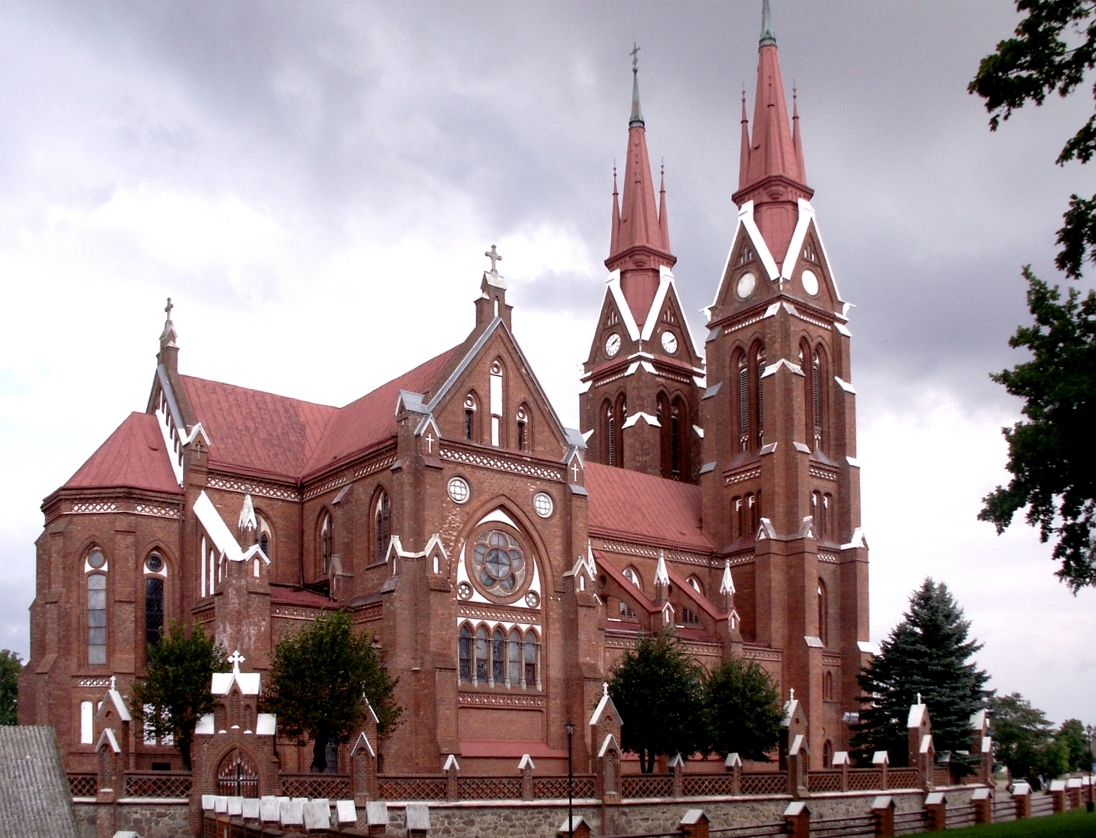
Švėkšna, Katholische Kirche des Apostels Jakobus, erbaut 1901–1905, Architekt Karl Eduard Strandmann (1867–1946)
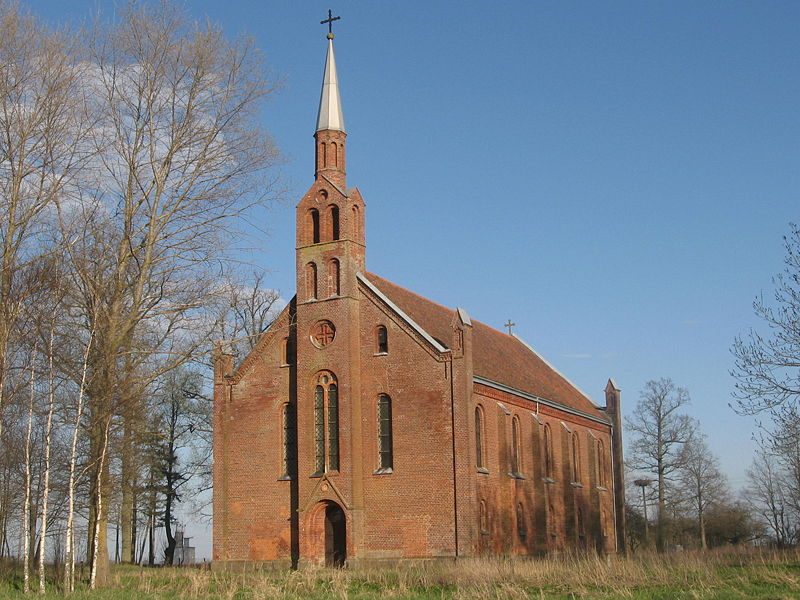
Evangelisch-Lutherische Kirche in Vyžiai (Wieszen), erbaut 1865/1866

Die Rajongemeinde (Šilutės rajono savivaldybė) umfasst (Einwohnerzahlen von 2001)
- die Stadt Šilutė (Heydekrug)– 21.476

- die Städtchen (miesteliai):
  - Gardamas (Garden)– 437
  - Katyčiai (Coadjuthen) – 737
  - Kintai (Kinten) – 833
  - Rusnė – (Ruß) 1642
  - Švėkšna (Schwestnau) – 2053
  - Vainutas (Woinutten) – 993
  - Žemaičių Naumiestis (Neustadt)– 1716

- 311 Dörfer, darunter:
  - Traksėdžiai (Trakseden) – 1246
  - Juknaičiai (Jugnaten) – 1106
  - Macikai (Matzicken) – 967
  - Saugos (Saugen)– 945
  - Pagryniai (Pagrienen) – 934
  - Ramučiai (Ramutten) – 126
  - Minija, auch: Mingė  (Minge) – 46
  - Vyžiai (Wieszen) – 40

## Amtsbezirke
- Gardamas
- Juknaičiai
- Katyčiai
- Kintai
- Rusnė
- Saugos
- Šilutė
- Švėkšna
- Usėnai
- Vainutas
- Žemaičių Naumiestis

## Städtepartnerschaften
- Ljungby, Schweden
- Nakskov, Dänemark
- Emmerich am Rhein, Nordrhein-Westfalen, seit 1990
- Ostróda, Polen
- Slawsk, Russland, Oblast Kaliningrad

## Söhne und Töchter
- Johannes Heydeck (1835–1910), Maler, Professor an der Königsberger Kunstakademie
- Hermann Sudermann (1857–1928), Schriftsteller und Bühnenautor